# Wepre Park

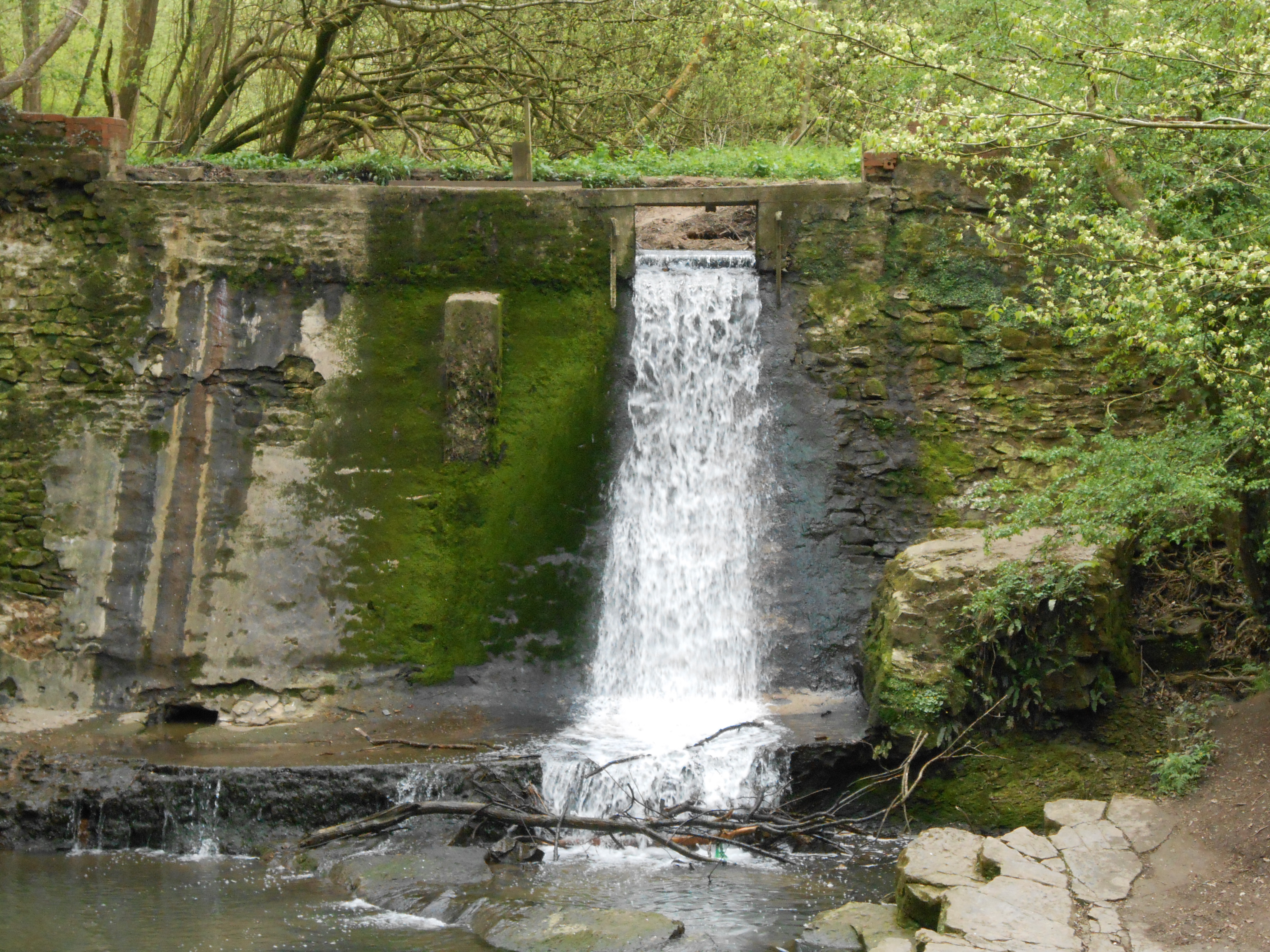
La cascata del Wepre Park

Wepre Park (gallese: Parc Gwepra) è un parco di 160 acri (647497.6 m²) situato nei pressi di Connah's Quay a Flintshire nel Galles.
Nel parco sono presenti anche il castello di Ewloe, un lago dove è comune la pesca (Rosie Pool), una cascata, un piccolo ponte (il ponte di Aber) ed un bacino denominato "del Diavolo" oltre che una zona per i giochi, una zona boscosa ed un cimitero per animali.

## Storia
Creato originariamente nei pressi di un antico bosco, Wepre Park fu descritto nel Domesday Book, della misura di 0.5 leghe. Venne poi acquisito dal convento di St. Werburgh a Chester, il parco fu in parte dato ai mercantu locali. Successivamente appartenne al Vescovo Owen di St. Asaph, diventano parte delle proprietà della famiglia Fitz-Roberts quando sua figlia si sposò all'interno della famiglia. Nell'ambito della guerra civile inglese, durante l'assedio di Chester, la sala Wepre Hall fu comandata da un comandante royalista di una batteria e d'artiglieria.
La proprietà fu comprata nel 1776 da Edward Jones da Holywell che demolì Wepre Hall per ricostruirla in stile georgiano. Dopo esser morto indebitato nel 1815, suo figlio il Maggiore Trevor Owen Jones vendette i suoi averi, ma mantenne gran parte della proprietà del Wepre Park. Nel 1830 commissionò il Wepre Mill, un mulino di mais costituito da tre pietre ed alimentato da una ruota d'acqua di 20 piedi (6.1m).
Dopo la Prima Guerra Mondiale, la tenuta fu distrutta con la vendita delle fattorie e successivamente ricostruita a seguito della Seconda Guerra Mondiale come proprietà immobiliari. Essendo stato comandata dall'esercito britannico durante la Seconda Guerra Mondiale, dagli anni '50 la Sala (Wepre Hall) servì come casa per gli anziani.
Nel 1960 le residenze rimaste vennero demolite, ma ancora oggi le cantine delle case si trovano al di sotto del centro visitatori del parco.

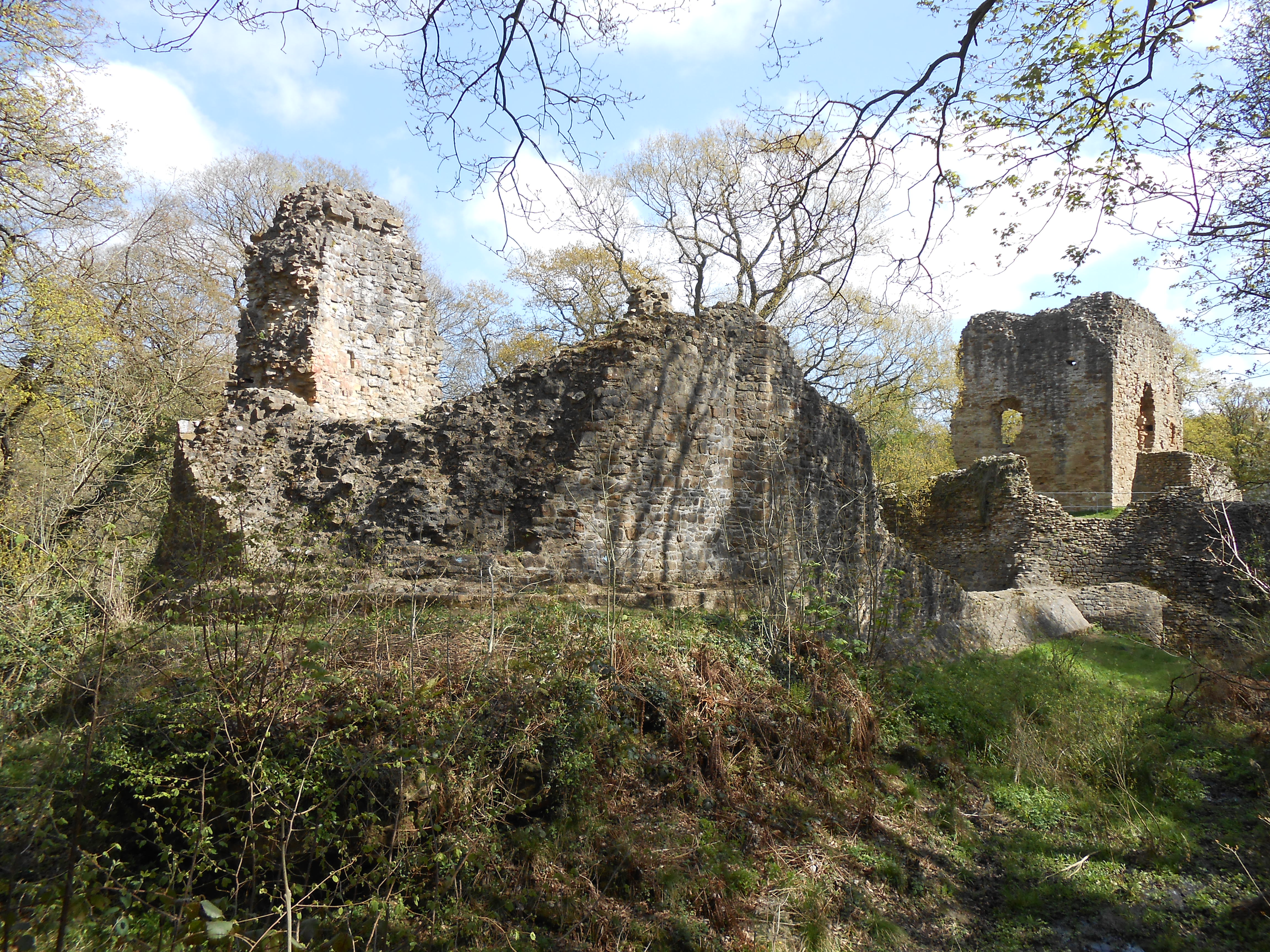
Castello di Ewloe

Ora posseduto e mantenuto dal Consiglio della Contea di Flintshire, oltre a una passeggiata boscosa di 30 minuti e un piccolo fiume con cascata, il parco si estende anche alle rovine del castello di Ewloe costruito nel XII secolo.
Nel 2012, il Consiglio della Contea di Flintahire ha proposto un progetto dal costo si 750.000 euro per ristrutturare parte del parco. Il Consiglio ha ricevuto una sovvenzione di 30.700 sterline per intraprendere le iniziative di ricerca dell'Heritage Lottery Fund.

## Leggende
Nel luogo circolano numerose storie di fantasmi molte delle quali incentrate sul castello di Ewloe e sui fantasmi di cavalieri che risidierebbero nel luogo.
Il fantasma più famoso è per quello della suora Nora che, secondo alcune versioni della storia, rimase incinta di un monaco e morta affogata (alcuni dicono nei pressi della cascata altri nel laghetto da pesca, Rosie Pool). Secondo il ricercatore dell'occulto Andrea German il fantasma potrebbe essere quello di Gwenllian, la sola figlia dell'ultimo principe del Galles. La ragazza dopo la morte di sua madre finì alle merci del re Edward I, confinata in una residenza a Lincolnshire per la sua intera vita in modo da restare lontana dalle luci dei riflettor. Secondo German il fantasma di Nora potrebbe essere in realtà lei alla ricerca di suo padre.
Nel parco vi è anche un "Bacino del Diavolo". Alcuni affermano che il nome derivi dalla conformazione delle pietre del fondo che possono sembrare un grosso uomo nero che si lava nell'acqua.
Altre storie di fantasmi si concentrano nel piccolo cimitero per animali dove si dice si possano avvistare fantasmi di cavalli e cani, in particolare un cane nero.
Altre leggende vogliono che le pietre di colore rossastro presenti nel luogo siano di questo colore per il sangue di bambini morti.